# Ugo III di Lusignano
Ugo III di Lusignano detto il Bianco (... – 1012) è stato un nobile franco, fu Signore di Lusignano, per un periodo imprecisato, nella seconda metà del X secolo, sino al 1012.

## Biografia

### Infanzia

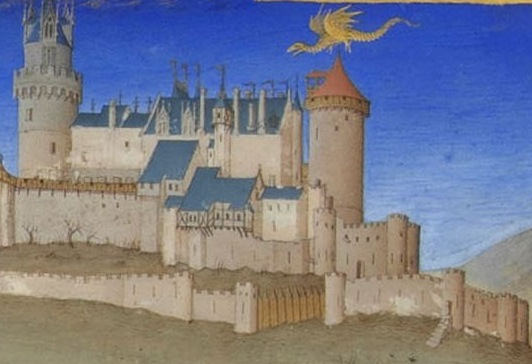
Lo Château de Lusignan all'inizio del XV secolo dalle Trés Riches Heures du Duc de Berry

Secondo una citazione del Chronicon sancti Maxentii Pictavensis, Chroniques des Eglises d'Anjou dell'anno 1110 Ugo viene ricordato come il figlio del secondo Signore di Lusignano, Ugo II, detto Caro, mentre della madre non vi é nessuna citazione.
Sempre secondo la stessa citazione del Chronicon sancti Maxentii Pictavensis, Chroniques des Eglises d'Anjou dell'anno 1110  Ugo II di Lusignano viene ricordato come il figlio del capostipite della dinastia dei Lusignano e primo signore di Lusignano, Ugo I, detto il Cacciatore (Hugonis Venatoris), mentre della madre non vi é nessuna citazione; nella stessa citazione Ugo II viene definito Caro (qui fuit Cari), e secondo un'altra citazione del Chronicon sancti Maxentii Pictavensis, Chroniques des Eglises d'Anjou, riferita all'anno 1025, Ugo II viene citato ancora col soprannome di Caro (Hugonis Kari) e viene ricordato come il costruttore del primo castello di Lusignano (qui extruxit primus castrum).

### Matrimonio
Ugo, verso il 967, sposò Arsenda, di cui non si conoscono né gli ascendenti né il casato; il documento n° 425, di data imprecisata (1004-1015) del Cartulaire de l'abbaye de Saint-Cyprien de Poitiers : (931-1155), fa riferimento al figlio di Arsenda come nipote di un certo Goslino (Ugonis nepotis Gauszelini), il quale Goslino, in un'altra citazione (non consultata), viene definito zio materno (Ioscelino avunculo Hugoni).

### Signore di Lusignano

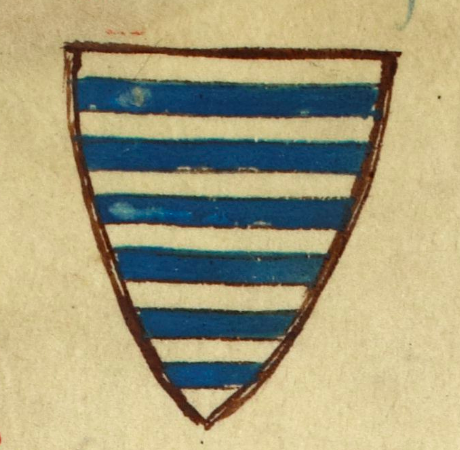
Lo stemma dei Lusignano nellHistoria anglorum

Di Ugo si hanno poche notizie. Nelle stesse citazioni del Chronicon sancti Maxentii Pictavensis, Chroniques des Eglises d'Anjou Ugo viene definito il Bianco (qui fuit Albi), e (Hugonis Albi).
Alla morte del padre, Ugo II Caro, gli succedette come Ugo III signore di Lusignano.
Ugo III (Hugonis Albi) viene citato nel documento n° 48, di data imprecisata (1004-1020) del Cartulaire de l'abbaye de Saint-Cyprien de Poitiers : (931-1155), come testimone di una donazione, mentre il documento n° 49, ancora di data imprecisata (1004-1018), sempre del Cartulaire de l'abbaye de Saint-Cyprien de Poitiers : (931-1155), cita Ugo come signore di Lusignano (Ugo Liziniacensis domnus), quale artefice di una donazione alla chiesa di Saint-Cyprien di Poitiers (questo documento dato che non fa riferimento al soprannome di Ugo potrebbe anche riferirsi al figlio, anche lui di nome Ugo).
Secondo lo storico americano, Sidney Painter, nel suo The Lords of Lusignan in the Eleventh and Twelfth Centuries Ugo il Bianco fu favorito da Emma di Blois, la moglie del conte di Poitiers e duca d'Aquitania Guglielmo Fortebraccio; Emma impose delle tasse della cittadina di Saint-Maixent, per aumentare le sue rendite.

### Morte
Ugo III il Bianco morì verso il 1012; a lui succedette il figlio Ugo detto il Bruno (Hugonis Bruni).

## Discendenza
Il Chronicon sancti Maxentii Pictavensis, Chroniques des Eglises d'Anjou ci informa che Ugo III il Bianco da Arsenda ebbe almeno un figlio:
- Ugo detto il Brunoo († 1030 circa), che fu Signore di Lusignano[2][3]

### Fonti primarie
- (LA)  Chronicon sancti Maxentii Pictavensis, Chroniques des Eglises d'Anjou.
- (LA)  Cartulaire de l'abbaye de Saint-Cyprien de Poitiers : (931-1155).

### Letteratura storiografica
- (EN)  The Lusignan family in the 11th & 12th centuries